# کن سوئوفورد
کن سوئوفورد (انگلیسی: Ken Charles Swofford؛ زادهٔ ۲۵ ژوئیهٔ ۱۹۳۳) بازیگر، صداپیشه و فیلم‌نامه‌نویس اهل ایالات متحده آمریکا است. وی بین سال‌های ۱۹۶۲ تا ۲۰۰۴ میلادی فعالیت می‌کرد.

## گزیده فیلمشناسی
از فیلم‌ها یا برنامه‌های تلویزیونی که وی در آن نقش داشته‌است می‌توان به آثار زیر اشاره کرد.
- کاپیتان نیومن ام.دی. (۱۹۶۳)
- جاذبه آندرومدا (۱۹۷۱)
- یک سرخپوست کوچک (فیلم) (۱۹۷۳)
- پرنده سیاه (۱۹۷۵)
- اصل دومینو (۱۹۷۷)
- سیمارون (۱۹۶۷)
- ویرجینیایی (۱۹۶۸–۱۹۶۹)
- مأموریت: غیرممکن (۱۹۷۰–۱۹۷۱)
- خیابان‌های سان‌فرانسیسکو (۱۹۷۳)
- خانواده والتون (مجموعه تلویزیونی) (۱۹۷۴)
- خانواده پارتریج (۱۹۷۰–۱۹۷۴)
- ماه کاغذی (مجموعه تلویزیونی) (۱۹۷۴)
- دود اسلحه (۱۹۶۷–۱۹۷۵)
- الری کوئین (۱۹۷۵–۱۹۷۶)
- مرد شش‌میلیون‌دلاری (۱۹۷۷–۱۹۷۸)
- کارآگاه راکفورد (۱۹۷۵–۱۹۷۹)
- خانه ما (مجموعه تلویزیونی ۱۹۸۶) (۱۹۸۸)
- بی‌واچ (۱۹۹۱–۱۹۹۲)
- قوانین مورفی
- تلما و لوییز